# 2255 Цинхай
2255 Цинхай (2255 Qinghai) — астероїд головного поясу, відкритий 3 листопада 1977 року.
Тіссеранів параметр щодо Юпітера — 3,158.
Названо на честь китайської провінції Цинхай (кит.: 青海).